# Francisco Cerro
Francisco Cerro (Santiago del Estero, 9 febbraio 1988) è un calciatore argentino, centrocampista del Montevideo Wanderers.

## Caratteristiche tecniche
È un centrocampista difensivo.

## Carriera

### Nazionale
Il 22 novembre 2012 ha esordito con la nazionale argentina, disputando l'amichevole vinta per 2-1 contro il Brasile.

## Palmarès
- Campionato argentino: 3

Vélez Sarsfield: 2012 (A), 2012-2013
Racing Club: 2014